# 핀란드 사회보건부
사회보건부(핀란드어: sosiaali- ja terveysministeriö; STM 소시알리 야 테르베위스미니스테리외; 앳새테앰[*], 스웨덴어: social- och hälsovårdsministeriet)는 핀란드 국가평의회의 산하 12개 부처 중 하나다. 핀란드 공화국 거주민들의 사회 및 보건문제 관련 정책의 계획과 실행을 총괄한다. 사회보건부에는 정무직 공무원이 사회보건장관, 가족복지장관 2인 있다.
행정계획국, 복지보건진흥국, 사회보건국, 직업안전국, 건강보험국의 5개 국으로 이루어져 있다.
핀란드가 러시아 제국으로부터 독립하기 전 원로원 산하에 설치된 사회관리국이 모태다. 1918년 사회부로 출범했고 1968년 보건 업무가 통합되면서 사회보건부로 개칭했다.